# Bruno Duranti
Bruno Duranti (Pisa, 11 settembre 1941 – Pisa, 25 febbraio 2012) è stato un arbitro di pallacanestro italiano.

## Carriera
Di professione tecnico di laboratorio, ha lavorato presso l'Università di Pisa. In carriera ha diretto 571 incontri tra Serie A1 e Serie A2 dal 1974 al 1993, così suddivisi: 292 di stagione regolare in Serie A1, 209 in Serie A2, 52 nei play-off e 18 nei play-out di Serie A1.
In ambito internazionale ha arbitrato oltre 400 incontri; è stato presente ai Giochi della XXIV Olimpiade, al Mondiale 1982, a sei edizioni degli Europei.
Nel 2011 è stato inserito nell'Italia Basket Hall of Fame con una cerimonia anticipata a causa delle condizioni di salute.
È morto a Pisa all'età di 71 anni.